# Emil Cof
Emil Cof, slovenski domobranski častnik, * 1912, † 2006.
Emil Cof je služil že v vojski Kraljevine Jugoslavije, med drugo svetovno vojno pa je bil polkovnik pri slovenskem domobranstvu. Kot najvišji preostali častnik Slovenskega domobranstva na Vetrinjskem polju je ukazal, da se domobranci sami rešijo, potem ko so izvedeli, da britanski transporti domobrancev ne vodijo v Italijo, ampak nazaj v Slovenijo, kjer so bili pobiti. Po vojni pa je s Koroške emigriral v Argentino.